# De minimis

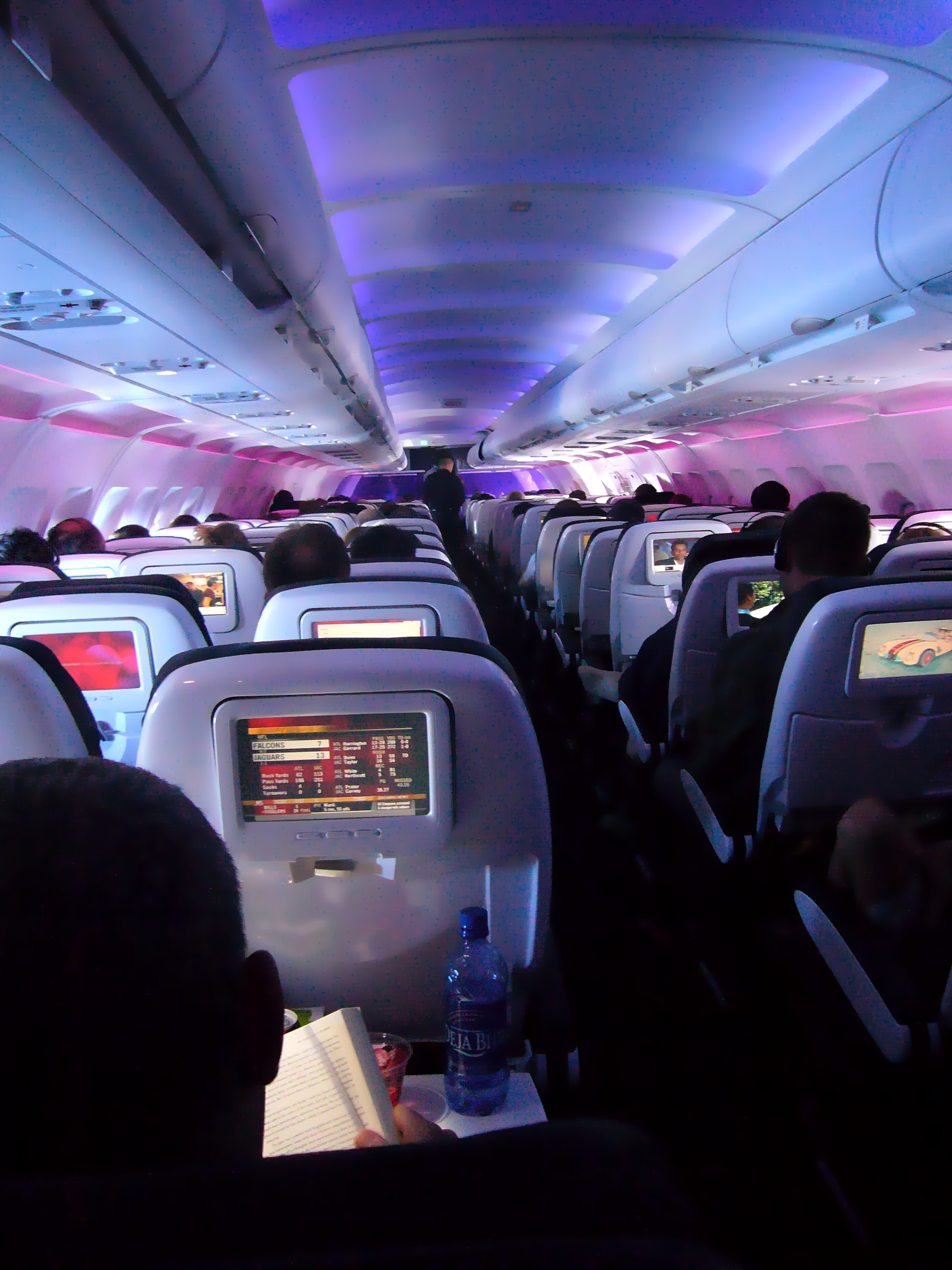
Não fere os direitos autorais em relação aos produtores das imagens que estavam nos televisores (atrás dos bancos de cada passageiro), uma vez que elas são de minimis.

De minimis é uma expressão em latim, que significa o mínimo.
É aplicada tanto na política, quando na criminalística, quanto também em direitos autorais.